# 普加乔夫斯卡亚农村居民点
普加乔夫斯卡亚农村居民点（俄语：Пугачёвское сельское поселение）是俄罗斯联邦伏尔加格勒州科捷利尼科沃区所属的一个农村居民点。其下辖有2个居民点，行政中心为普加乔夫斯卡亚。据2016年统计，该农村居民点的人口为727人。